# Ananda Coomaraswamy
Ananda Kentish Coomaraswamy, in tamil  ஆனந்த கெந்திஷ் குமாரசுவாமி (Colombo, 22 agosto 1877 – Needham, 9 settembre 1947), è stato uno storico dell'arte cingalese.

## Biografia
È considerato uno dei principali studiosi dell'arte indiana e, più in genere, dei rapporti tra la civiltà simbolica orientale e quella occidentale.
In oltre mille scritti, pubblicati tra il 1904 e il 1947, ha indagato svariati aspetti legati al pensiero, ai riti, alla simbologia, facendo sempre ricorso a una straordinaria erudizione fondata sull'accurata analisi filologica dei testi e delle opere artistiche.
La sua concezione rigorosamente applicativa dell'arte, mutuata dalla cultura orientale, esclude il puro compiacimento estetico, spiegandone approfonditamente le ragioni.
Nel 1902 sposò la fotografa inglese Ethel Mary Partridge, dalla quale divorziò nel 1913, sposandosi in seconde nozze con il mezzosoprano Ratan Devi (al secolo Alice Richardson), con cui ebbe il figlio Narada e la figlia Rohini. Dopo l'arrivo negli Stati Uniti (1922) divorziò anche da quest'ultima, sposando l'artista americana Stella Bloch. La coppia divorziò nel 1930. Il 18 novembre dello stesso anno Coomaraswamy sposò in quarte nozze Luisa Runstein; dalla loro unione nacque il figlio Rama Ponnambalam.
Dal 1933 fino alla morte fu Fellow for Research in Arte Indiana, Persiana e musulmana presso il Museum of Fine Arts di Boston.
In Sri Lanka Ananda Coomaraswamy ed il di lui padre Sir Muthu Coomaraswamy  sono considerati eroi nazionali.
Era un fedele della Chiesa ortodossa.

## Opere tradotte in italiano
- (con Suor Nivedita) Miti dell'India e del Buddhismo, trad. di Anna Odierno, Bari, G. Laterza, 1927
- Induismo e buddismo, trad. di Ubaldo Zalino, Milano, Rusconi, 1973,
- Sapienza orientale e cultura occidentale, trad. di Lorenzo Fenoglio, Milano, Rusconi, 1975; Torino, Lindau, 2018
- La trasfigurazione della natura nell'arte, trad. di Grazia Marchianò, Milano, Rusconi, 1976; Milano, Abscondita, 2007
- Come interpretare un'opera d'arte, trad. di Grazia Marchianò, Milano, Rusconi, 1977
- Introduzione all'arte e alla mitologia dell'India, trad. di Pinuccia Caracchi e Franco Garnero, Milano, La Salamandra 1984
- Il grande brivido. Saggi di simbolica e arte, a cura di Roger Lipsey, ed. italiana a cura di Roberto Donadoni, Milano, Adelphi 1987
- Aforismi, trad. di Grazia Marchianò, Roma, Stile regina, 1988
- La vita e l'opera di Sakyamuny Buddha, trad. di Andrea Piras Rimini, Il cerchio, 1992
- Vita di Buddha, trad. di Laura Gentili, Milano, SE,1993 (Mondadori, Milano 1995)
- Buddha e la dottrina del buddhismo, trad. di Giuditta Sassi, Milano, Luni, 1994; Milano, Mimesis, 2016
- Tempo ed eternità, trad. di Robert Rajko, Milano, Luni, 1996; Roma, Edizioni mediterranee, 2013
- La danza di Śiva : arte e civiltà dell'India, Milano, Luni, 1997
- La dottrina del sacrificio, Milano, Luni, 2004
- L'albero, la ruota, il loto. Elementi di iconografia buddhista,  trad. di Andrea Anastasio, Roma, Laterza, 2009
- La danza di Śiva, trad. di Giampiero Marano, Milano, Adelphi, 2011
- Lo specchio del gesto, Padova, CasadeiLibri, 2011
- Autorità spirituale e potere temporale nella teoria indiana del governo, a cura di Giovanni Monastra, trad. di Pasquale Faccia, Roma, Mediterranee, 2017
- Bellezza e verità : saggi sull'arte cristiana e orientale, trad. di Anna Pensante, Milano, Luni, 2017
- La tenebra divina : saggi di metafisica, a cura di Roger Lipsey, edizione italiana a cura di Roberto Donatoni, Milano, Adelphi, 2017
- Son io il custode di mio fratello?, a cura di Faris La Cola, Sanremo, Lo Studiolo, 2020
- Il simbolismo del tiro con l’arco e il simbolismo della spada, a cura di Lorenzo Casadei, Casadei Libri, Padova 2025